# David Schnur
David Schnur (* 9. April 1882 in Baranów, Österreich-Ungarn; † 16. März 1948 in New York City, USA) war ein österreichischer Tabak-Unternehmer.

## Leben
Seine Eltern waren der Kaufmann Markus Schnur (* 1820 in Tarnów; † 1900 in Tarnów) und Else, geb. Neumann, die Tochter eines aus Preßburg stammenden Geschäftsmanns. David lebte ab dem Alter von etwa zehn Jahren zumeist in Preußen.
1903 konnte er in Berlin bei der 1880 gegründeten Zigarettenfabrik Karmitri-Zigarettenfabrik AG eine leitende Position einnehmen. Er wurde deren Mehrheitsaktionär. Er erwarb die Hadges-Nessim-Zigarettenfabrik GmbH in Hamburg sowie eine Treuhand-Gesellschaft.
Während des Ersten Weltkriegs gehörte er dem Präsidium der Beschaffungsstelle für Rohtabak an. Er stand in Kontakt mit den Brüdern Reemtsma, die selbst kein Wissen über Tabak hatten aber ab 1918 Maschinen zur Zigarettenproduktion entwickelten. Um 1920 war er gegen Gewinnanteil für den Tabakeinkauf und Komposition der Tabakmischungen zuständig. 1921 beteiligte er sich an der Reemtsma Cigarettenfabriken. Seine exzellenten Kenntnisse der Wirtschaft in Griechenland und der Türkei brachte Reemtsma die Unabhängigkeit von Zwischenhändlern.
Sein 1907 in Berlin geborener Sohn Harry C. Schnur erhielt 1920 die deutsche Staatsbürgerschaft.
Mehrmals jährlich reiste er zu den Tabakanbaugebieten auf dem Balkan. 1923 entdeckte er in Thessaloniki eine so hervorragende Ernte, dass er sie komplett aufkaufte. Hans Domizlaff nannte die neue Zigarette Ernte 23. Unterwegs hatte Schnur Fotos geschossen, die sich als Teil des Fotoarchivs Reemtsma im Museum der Arbeit befinden.
Reemtsma verlegte 1922 seinen Sitz nach Hamburg aufgrund der Vorteile des Freihafens. 1924 wurde Karmitri mit Reemtsma fusioniert. Bei seinen Reisen knüpfte Schnur Kontakte zu Regierungskreisen und wurde türkischer Konsul in Berlin. Anfang der 1930er wirkte er am Abschluss bilateraler Kompensationsgeschäfte, vor allem mit Bulgarien, mit.
Die TH Braunschweig verlieh ihm 1929 den Dr.-Ing. h. c.
Um 1931/32 beschwerte sich die SA, die sich mit Trommler-Zigaretten finanzierte, dass Reemtsma Juden-Zigaretten produzieren würde. Obgleich sich unter anderem der Wirtschaftsminister Hjalmar Schacht für ihn einsetzte, wurde 1935 ein Ausbürgerungsverfahren gegen ihn eingeleitet. Bei einer Razzia der Gestapo Anfang Juli konnte er durch Zufall entkommen.
Über Frankreich emigrierte er 1939 in die USA und konnte dort wieder im Zigaretten-Import-Export-Geschäft Fuß fassen.